# Октябрський (Караідельський район)
Октя́брський (рос. Октябрьский, башк. Октябрьский) — присілок (у минулому селище) у складі Караідельського району Башкортостану, Росія. Входить до складу Кірзинської сільської ради.
Населення — 1 особа (2010; 3 у 2002).
Національний склад:
- башкири — 34 %
- марійці — 33 %
- росіяни — 33 %